# Rebecca Staffelli
Rebecca Staffelli (Roma, 22 maggio 1998) è una conduttrice televisiva, conduttrice radiofonica e modella italiana.

## Biografia
Nata a Roma nel 1998, è figlia di Valerio Staffelli, noto inviato di Striscia la notizia, e di sua moglie Matilde Zarcone, una delle vallette dello storico programma Buona Domenica condotto da Marco Columbro e Lorella Cuccarini; ha un fratello maggiore, Riccardo (nato nel 1996).
Appena adolescente si trasferisce con la famiglia a Milano, con esigenze lavorative dei genitori, e una volta completati gli studi primari ha deciso di iscriversi presso il liceo delle scienze umane con indirizzo economico-sociale, sempre a Milano. Dopo aver conseguito il diploma, ha deciso di intraprendere gli studi universitari all'estero, ma all'ultimo momento, ha deciso di abbandonare il progetto di studiare negli Stati Uniti per iniziare a lavorare nel mondo dello spettacolo. Nel 2018, appena ventenne, le è stata offerta la possibilità di condurre il programma in onda su La5 Colpo di tacchi, dedicato ai mondiali di calcio e successivamente ha iniziato a lavorare come modella.
Nel 2019 ha partecipato come concorrente al programma in onda su La5 Gym me 5 e successivamente ha condotto il concorso di bellezza Miss Universo Italia. Nello stesso anno ha fatto il suo debutto come attrice sul piccolo schermo con il ruolo di suor Clementina nel film televisivo Din Don - Il ritorno diretto da Paolo Geremei. Nel 2019 e nel 2020 è stata opinionista nei programmi televisivi Pomeriggio Cinque e Domenica Live, entrambi in onda su Canale 5 con la conduzione di Barbara D'Urso. Nel 2020 è stata testimonial della campagna pubblicitaria Pashbag my Bag.
Nel 2021 ha compiuto il proprio debutto come conduttrice radiofonica nel programma di Radio 105 105 Holidays. Dal 10 gennaio 2022 al 20 dicembre 2024, insieme ad Alessandro Sansone, ha condotto il programma radiofonico 105 Night Express, in onda dal lunedì al venerdì sempre su Radio 105. Nello stesso anno, insieme a Mariasole Pollio, ha condotto l'evento musicale Coca Cola Summer Festival, in onda su Radio 105 TV. Nel medesimo anno è tornata a recitare nel sequel del film televisivo di Paolo Geremei Din Don - Il ritorno, intitolato Din Don - Un paese in due, in cui ha ricoperto nuovamente il ruolo di suor Clementina. Nel 2022 e nel 2023 ha partecipato alla ventiduesima edizione del talent show musicale Amici di Maria De Filippi, in qualità di rappresentante per RadioMediaset.
Nel 2023, insieme a Mariasole Pollio, ha condotto l'evento musicale Tezenis Summer Festival, in onda su Radio 105 TV. Nello stesso anno è diventata testimonial per il marchio Global Hair & Beauty Ambassador per i prodotti K-time e Jvone Milano. Nell'estate dello stesso anno ha presentato l'evento Giffoni Music Concept, presso il Giffoni Film Festival. Dall'11 settembre 2023 al 25 marzo 2024 è stata scelta per ricoprire il ruolo di inviata social nella diciassettesima edizione del Grande Fratello, in onda su Canale 5 con la conduzione di Alfonso Signorini. Nell'estate 2024 è stata testimonial dello spot pubblicitario Perla nera e nello stesso periodo, insieme ad Ilary Blasi e Alvin, ha iniziato a condurre l'evento musicale Battiti Live, in onda su Radionorba TV e Canale 5.
Dal 16 settembre 2024 al 31 marzo 2025 è stata riconfermata come inviata social per la diciottesima edizione del Grande Fratello condotto da Alfonso Signorini.  Nella stessa edizione del reality, dal 30 settembre 2024 al 31 marzo 2025, ha condotto il GF Daily, spin-off in onda nella fascia preserale di La5 dal lunedì al venerdì in cui sono stati narrati i fatti recentemente accaduti dentro la casa del Grande Fratello.
Dal 13 gennaio 2025, dopo aver lasciato Radio 105, ha iniziato a condurre il programma radiofonico Belli felici, in onda dal lunedì al venerdì su R101. Nel mese di aprile la rivista Forbes Italia l'ha inserita tra gli under 30 italiani che avranno maggiore impatto nel futuro per la categoria intrattenimento. Nell'estate dello stesso anno, insieme ad Enzo Ferrari e Stefano Corti, ha condotto l'evento musicale Yoga Radio Estate, in onda su Radio Bruno TV e Italia 1.

## Vita privata
Dal 2018 è legata sentimentalmente ad Alessandro Basile, imprenditore, DJ, produttore musicale ed ex corteggiatore di Uomini e donne (2015-2016).

## Controversie
Nell'aprile 2022 ha denunciato per diffamazione il trapper monzese Simone Rizzuto, conosciuto artisticamente come Mr. Rizzus, per una canzone sessista in cui compare il suo nome in alcune frasi, accompagnato da chiari incitamenti alla violenza, e il lombardo Simone P., residente nel comune di Tirano, in provincia di Sondrio, il quale aveva pubblicato il brano sui suoi profili social. I due si sono poi incontrati nel tribunale di Monza, dove Rebecca ha rivelato che avrebbe dovuto cambiare casa in quanto temeva per la sua incolumità.

## Programmi televisivi
- Colpo di tacchi (La5, 2018)
- Gym me 5 (La5, 2019) - concorrente
- Miss Universo Italia (La5, 2019)
- Pomeriggio Cinque (Canale 5, 2019-2020) - opinionista
- Domenica Live (Canale 5, 2019-2020) - opinionista
- Summer Festival (Radio 105 TV,  2022-2023)
- Amici di Maria De Filippi (Canale 5, 2022-2023) - rappresentante per RadioMediaset
- Grande Fratello (Canale 5, dal 2023) - inviata social
- Battiti Live (Radionorba TV, Canale 5, 2024) - co-conduttrice
- GF Daily (La5, 2024-2025)
- Yoga Radio Estate (Radio Bruno TV, Italia 1, 2025) - co-conduttrice

## Radio
- 105 Holidays (Radio 105, 2021)
- 105 Night Express (Radio 105, 2022-2024)
- Belli felici (R101, dal 2025)

## Eventi
- Giffoni Music Concept (2023)

## Campagne pubblicitarie
- Pashbag my Bag (2020)
- Global Hair & Beauty Ambassador (2023)
- Perla nera (2024)

## Filmografia

### Attrice

#### Televisione
- Din Don - Il ritorno, regia di Paolo Geremei – film TV (2019)
- Din Don - Un paese in due, regia di Paolo Geremei – film TV (2022)

## Riconoscimenti
- Forbes Italia
  - 2025 – Inserimento tra gli under 30 italiani di maggiore impatto nel futuro nella categoria "Intrattenimento"[42]